# Sky Multichannels
Sky Multichannels byl balíček analogových televizních kanálů nabízených společností British Sky Broadcasting. Tyto kanály byly vysílány na satelitech Astra na pozici 19.2° E. Vysílání bylo zahájeno 1. září 1993. Tato služba byla vyvinuta tehdejším CEO společnostiSamem Chisholmem a Rupertem Murdochem. Byla součástí nové strategie BSkyB - přesunu k pouze placenému modelu služeb. Tato služba byla nabízena až do 27. září 2001, tedy do dne, kdy Sky přestala kvůli digitalizaci vysílat analogově. Cena byla původně £ 6.99 měsíčně, pro zájemce, kteří se přihlásili před začátkem září 1993 byla cena na několik měsíců snížena na 3.99£ měsíčně. V případě předplatného kanálů Sky Sports a/nebo Sky Movies byl tento balíček zdarma. Kanály byly kódovány za použití systému VideoCrypt od společnosti NDS Group, pro jejich sledování byl vyžadován měsíční poplatek, dekodér pro systém VideoCrypt a platná dekódovací karta.

## Kanály
Ještě před spuštěním služby vysílaly na satelitech Astra některé kanály, které měly být přidány do tohoto balíčku. Některé byly nekódované, jiné kódované pomocí systému Videocrypt, k jehož rozkódování sloužil pouhý dekodér (bez dekódovací karty):
| Kanál                  | Původní kódování                           | Žánr (při spuštění)                                         | Poznámka |
| ---------------------- | ------------------------------------------ | ----------------------------------------------------------- | --- |
| The Children's Channel | žádné                                      | Dětský                                                      | |
| MTV Europe             | žádné                                      | Hudební                                                     | MTV nebyla kódovaná v časech spuštění Sky Multichannels, zakódovala své vysílání až 3. července 1995. Tento kanál byl kódován systémem VideoCrypt 1 pro diváky ve Spojeném království a systémem VideoCrypt 2 pro ostatní Evropany. |
| Sky One                | žádné                                      | Zábava                                                      | |
| UK Gold                | free-to-view za použití systému VideoCrypt | Klasické pořady z archívu Thames Television a BBC Worldwide | |

Dalšími kanály spuštěnými 1. září 1993 pro potřeby tohoto balíčku byly :
| Kanál              | Žánr (při spuštění)        | Poznámka                                      |
| ------------------ | -------------------------- | --------------------------------------------- |
| Bravo              | Klasická TV a filmy        |                                               |
| Discovery Channel  | Dokumenty                  | Sdílel vysílací čas s CMT.                    |
| CMT Europe         | Hudební country videoklipy | Sdílel vysílací čas s Discovery.              |
| The Family Channel | Zábava                     | Sdílel vysílací čas s The Children's Channel. |
| Nickelodeon        | Dětské pořady              |                                               |
| UK Living          | zábava pro ženy            |                                               |

Do balíčku Sky Multichannels byly časem přidány další kanály, jako QVC, která spustil vysílání 1. října 1993 a nebo kanál VH1, který zahájil vysílání 1. října 1994. Když byl však kanál VH1 spuštěn v Německu (v roce 2005), BSkyB naprogramoval dekodéry VideoCrypt tak, aby nepřijímaly německou verzi kanálu, která byla dostupná zdarma. Nick-at-Nite, který byl součástí původních plánů balíčku nakonec vysílat nezačal.. 3. října 1994 také začaly jako součást balíčku vysílat kanály Sky Soap a Sky Travel. Vypuštění satelitu Astra 1D umožnilo Sky rozšířit jak balíček Multichannels, tak i spuštění Pay-per-view služby Sky Box Office. 
Součástí balíčku byly také kanály Sky News a CNBC Europe, tyto byly ale k dispozici FTA. Kanál QVC, který byl původně součástí balíčku, zahájil v roce 1995 také vysílat v režimu FTA.
Nové kanály, které byly přidány do baličku Sky Multichannels byly zpoplatněny částkou 15 pencí za předplatitele měsíčně.
Původní plány počítaly i se spuštěním evropského balíčku Multichannels, který měl být kódován také systémem VideoCrypt. Tento balíček, provozovaný také společností BSkyB, však nakonec vysílání nespustil. I přesto však spustila 1. listopadu 1993 vysílání služba MultiChoice Kaleidoscope. Tuto službu provozovala společnost Network Holdings, která měla sídlo v Jihoafrické republice, a neměla nic společného s BSkyB. Kanály byly kódovány systémem VideoCrypt 2. Nabídka této platformy nabízela v základní nabídce kanály The Children's Channel (jen v Beneluxu), Discovery, MTV, CMT Europe a QVC, a jako prémiové nabízela Filmnet a The Adult Channel
Sky Multichannels provozoval zároveň na satelitu Astra 1C na transpondéru 47 speciální kanál, na kterém byly vysílány ukázky z kanálů obsažených v balíčku. Tento kanál byl vysílán volně. Tento kanál vysílal uprostřed reklamy a okolo tohoto rámečku 12 kanálů, z toho i některé anglické, které nebyly součástí balíčku. Tento kanáíl byl však 19. srpna 1994 nahrazen novým kanálem Sky Sports 2.
Pokud byly vysílány na kanále Sky One některé sportovní přenosy, byly na dobu jejich vysílání pro všechny předplatitele Sky Sports zdarma zpřístupněny i všechny kanály v balíčku Sky Multichannels.

## Kritika
BSkyB slibovalo v televizních reklamách také kanály, které nakonec nebyly spuštěny, za což se dočkala velké kritiky ze strany zákazníků.

## Uzavření
Kvůli rozmachu digitální televize a platformy Sky Digital, která nabízela mnohem více kanálů bylo v roce 2000 oznámeno, že všechny analogové kanály, včetně kanálů v balíčku Sky Multichannels ukončí v roce 2001 analogové vysílání. Analogové kanály byly postupně vypínány už od února 2000, v květnu 2001 však BSkyB oznámila, že všechny kanály nevypne již v červnu, jak bylo původně v plánu, ale kvůli tomu, že analogové vysílání přijímalo ještě 242 000 zákazníků, bude vypnutí posunuté na září. Poslední kanál v analogu, Sky One, byl vypnut 27. září 2001.